# Exposition internationale de la technique de l'eau de 1939
De Exposition internationale de la technique de l'eau de 1939 was de derde gespecialiseerde tentoonstelling die door het Bureau International des Expositions werd erkend. In 1936 stelde Georges Truffaut voor om een tentoonstelling te organiseren rond de opening van het Albertkanaal.
De tentoonstelling in Luik kreeg als thema Waterbouw en werd 20 mei 1939 geopend door Leopold III van België. Het kanaal zelf werd officieel geopend op 30 juli 1939.
De tentoonstelling vond plaats op een terrein van 70 hectare land en 30 hectare water op beide Maasoevers tussen de Atlasbrug en de ingang van het Albertkanaal. Op het terrein waren naast de verschillende tentoonstellingsgebouwen ook restaurants, pretparken en een "maasdorp" met verschillende replica's van gebouwen langs de Maas te vinden. Een deel van het terrein was verkregen door de indamming van een onbevaarbaar deel van de Maas. Vanuit een kabelbaan hadden de bezoekers een goed overzicht over het terrein.
De tentoonstelling zou duren tot november 1939, echter op 31 augustus kwamen, als gevolg van onweer, explosieven onder de Val Benoitbrug en de Ougréebrug tot ontploffing, met 20 doden en 24 gewonden tot gevolg. De explosieven waren door het Belgisch leger aangebracht om in geval van oorlog de bruggen te kunnen vernielen. Toen vervolgens de Tweede Wereldoorlog echt uitbrak werd besloten om de tentoonstelling te sluiten en de poorten sloten op 2 september 1939.

## Paviljoens

### Duitsland

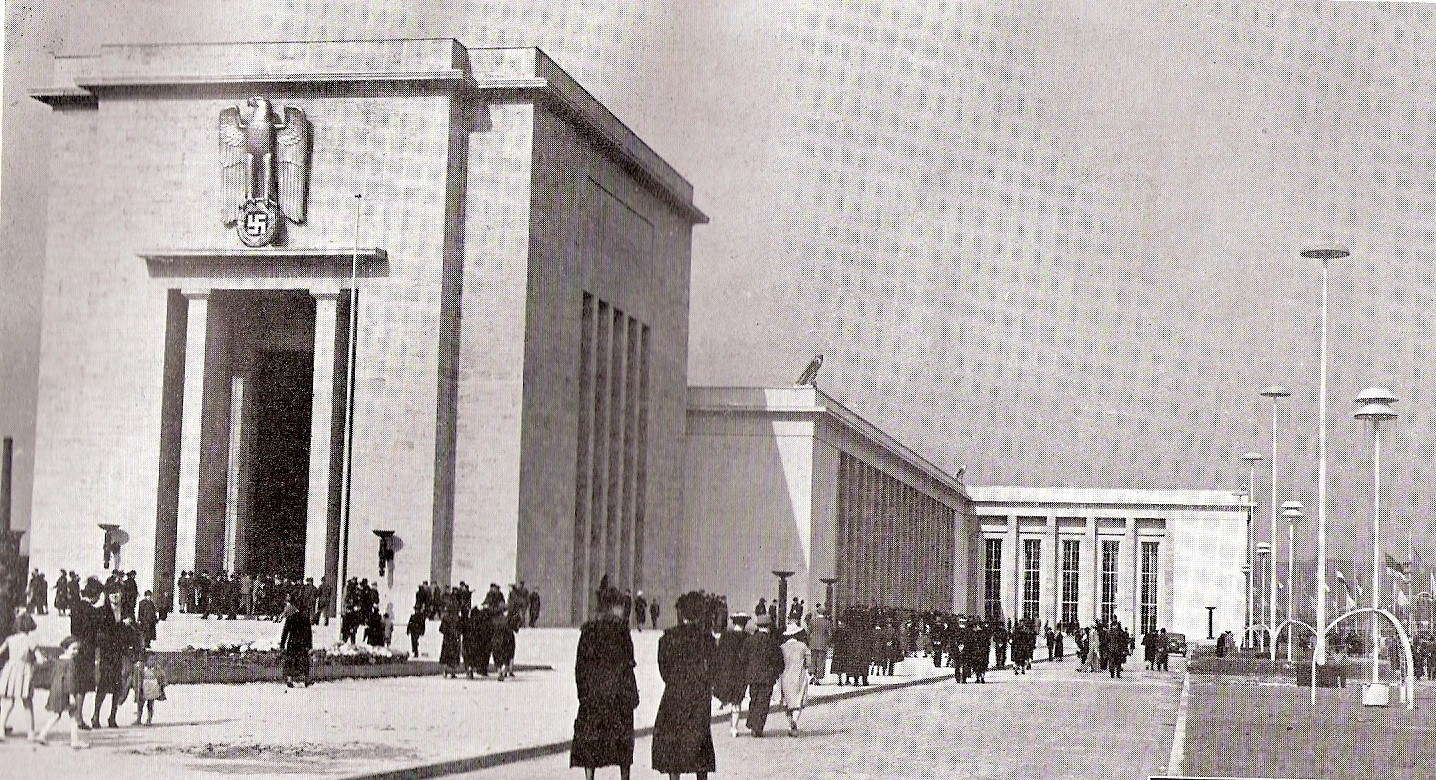
Het Duitse paviljoen

Het Duitse paviljoen verschilde niet wezenlijk van dat op de Wereldtentoonstelling van 1937 in Parijs: de vormgeving, stijl en gebruikte materialen waren dezelfde als twee jaar eerder. Het paviljoen, op de linkeroever van de Maas werd ontworpen door architect Emil Fahrenkamp.
Nazi-Duitsland wilde geen Reichsmarken buiten Duitsland uitgeven zodat de bouwmaterialen en uitrusting van het Duitse paviljoen werden geïmporteerd en vanaf de Duits-Belgische grens nog 35 km moesten afleggen naar het terrein in Luik. Iedere ochtend werden Duitse ingenieurs en bouwvakkers met bussen en vrachtwagens naar de bouwplaats gebracht. Voor maaltijden werd geen gebruik gemaakt van Belgische restaurants en evenmin werd in België overnacht zodat de hele colonne bussen en vrachtwagens 's avonds weer terugkeerde naar Duitsland.

### Frankrijk

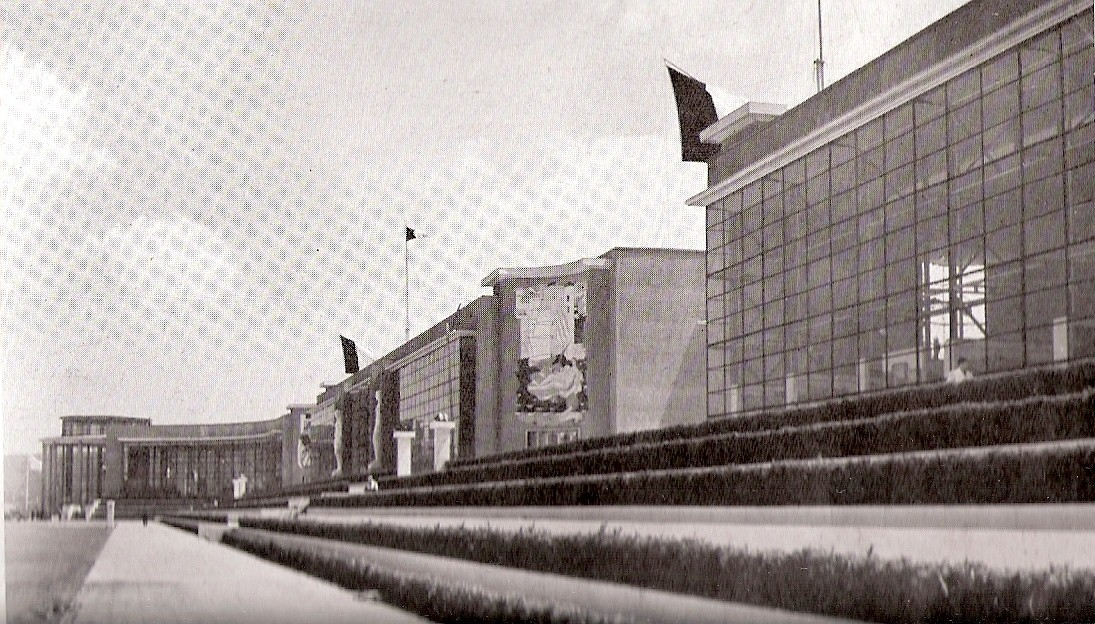
Het Franse paviljoen

De Franse bijdrage bestond uit drie tentoonstellingsgebouwen op de rechter oever van de Maas. Het door architect Allix ontworpen drietal besloeg 8000 m².

### Nederland
De Nederlandse bijdrage bestond uit een paviljoen langs een spoorlijntje aan de kade.